# Le Mannequin (film, 1913)
Le Mannequin (en suédois : Mannekängen) est un film muet suédois, sorti en 1913 et dirigé par Mauritz Stiller.

## Fiche technique
- Réalisateur : Mauritz Stiller
- Production : Svenska Biografteatern AB

## Distribution
- Lili Ziedner
- Stina Berg
- Dagmar Ebbesen
- Georg Grönroos
- Gull Natorp